# حجاب إيزيس

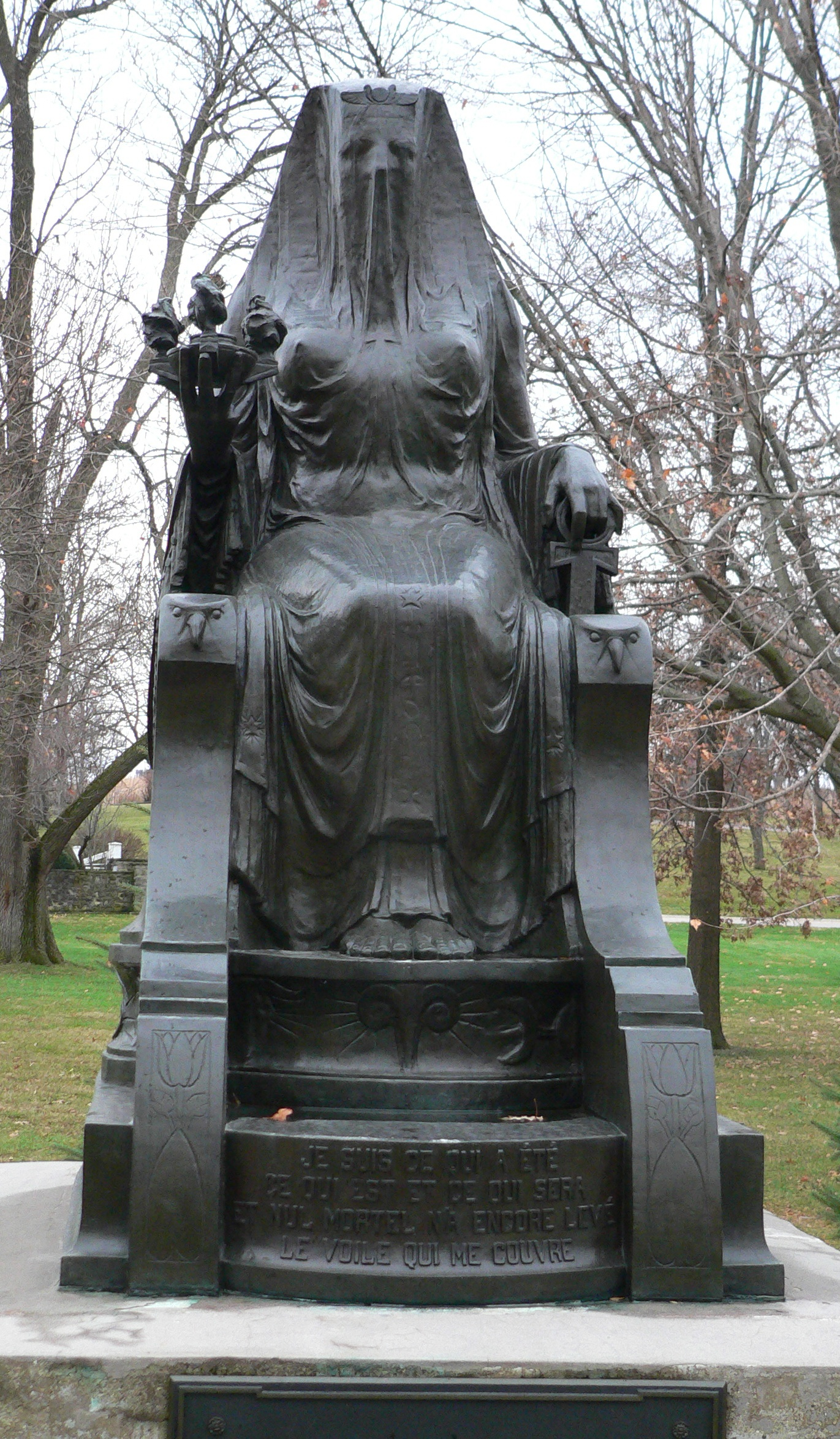
إيزيس "إلهة الحياة" محجبة مع نقش سايس مكتوب بالفرنسية على قاعدة التمثال تحتها، في موقع هربرت هوفر التاريخي الوطني

حجاب إيزيس هو استعارة وفن مجازي تجسد فيه الطبيعة على أنها الإلهة المصرية إيزيس المغطاة بحجاب أو عباءة، مما يمثل استحالة الوصول إلى أسرار الطبيعة. غالبًا ما يتم دمجها مع فكرة ذات صلة، حيث يتم تصوير الطبيعة على أنها إلهة ذات ثديين متعددين تمثل إيزيس أو أرتميس أو مزيج من الاثنين معًا.
استند التصميم إلى تمثال لإيزيس، أو للإلهة المصرية نيت التي كانت تعادلها أحيانًا، في مدينة سايس المصرية التي ذكرها المؤلفان اليونانيان بلوتارخ وبرقلس. زعموا أن التمثال يحمل نقشًا يقول «أنا كل ما كان وما زال وسوف يكون؛ ولم يرفع أي إنسان عباءتي». انتشرت الرسوم التوضيحية لإيزيس مع حجابها من أواخر القرن السابع عشر إلى أوائل القرن التاسع عشر، وغالبًا ما كانت تمثل تمثيلات مجازية لعلوم وفلسفة التنوير التي تكشف أسرار الطبيعة. مؤلفون في نهاية القرن الثامن عشر ينذرون بالحركة الرومانسية، بدأوا في استخدام رفع حجاب إيزيس كاستعارة للكشف عن الحقيقة المذهلة. استخدمت هيلينا بتروفنا بلافاتسكي، في إيزيس التي تم كشف النقاب عنها في عام 1877، استعارة للحقائق الروحية التي كان نظام معتقداتها الثيوصوفية يأمل في اكتشافها، ويتضمن السحر الاحتفالي الحديث طقوسًا تسمى تمزيق الحجاب لإحضار الساحر إلى حالة أعلى من الوعي الروحي.

## التمثال والنقش في سايس
ظهر أول ذكر لحجاب إيزيس في على إيزيس وأوزوريس، وهو تفسير فلسفي للديانة المصرية القديمة من قبل بلوتارخ، وهو كاتب يوناني في أواخر القرن الأول وأوائل القرن الثاني الميلادي. كتب عن تمثال جالس لإلهة في مدينة سايس المصرية يحمل النقش «أنا كل ما كان وما زال وسيظل؛ ولم يرفع أي بشر ثيابي». أطلق بلوتارخ على الثوب اسم البيبلوس. الكلمة مترجمة في اللغة الإنجليزية «عباءة» أو «حجاب». حدد بلوتارخ الإلهة بأنها «أثينا، التي يعتبرها [المصريون] إيزيس.»، التي قارنها الإغريق بإلهتهم أثينا وبالتالي كانت الإلهة التي تحدث عنها بلوتارخ. في زمن بلوتارخ، كانت إيزيس هي الإلهة البارزة في الديانة المصرية القديمة، وكثيراً ما كانت متجانسة مع نيت، ولهذا ساوى بلوتارخ الاثنين. بعد أكثر من 300 عام من بلوتارخ، كتب الفيلسوف الأفلاطوني الحديث برقلس عن نفس التمثال في الكتاب الأول من شروحاته على «تيماوس» لأفلاطون. في هذا الإصدار، الثوب عبارة عن خيتون، يتم استبدال «لا يوجد بشر» بـ «لا أحد»، وأضيف عبارة ثالثة: «ثمر بطني كان الشمس».
قال بروكلس إن التمثال كان في أديتون أحد المعابد في سايس، لكن المناطق الداخلية للمعابد المصرية لم تكن متاحة لأي شخص سوى الكهنة، ومن غير المرجح أن يكون تمثال الإله محجوبًا بشكل دائم؛ رأى الكهنة صورة عبادة الإله كل يوم عند أداء طقوس المعبد. ومع ذلك، يمكن أن يحمل تمثال في ساحات أو قاعات المعبد نقشًا مشابهًا للنقش المرتبط بلوتارخ وبرقلس. الجزء الأول من النقش - «أنا كل ما كان وسيظل» - يعني أن الإلهة تشمل كل شيء. كان هذا الادعاء عادة من الآلهة الخالقة مثل رع أو آمون في الديانة المصرية. إذا قيل الشيء نفسه عن إيزيس، فهذا يعكس مكانتها المتزايدة في العصر اليوناني الروماني، حيث قيل غالبًا أنها خالقة العالم. الجزء الثاني - «لم يرفع أحد عباءتي على الإطلاق» - يشير إلى أن الإلهة كانت عذراء، وهو ادعاء كان يُطلق أحيانًا عن إيزيس في العصر اليوناني الروماني ولكنه يتعارض مع الاعتقاد الراسخ بأنها وزوجها أوزوريس آباء حورس. تشير نسخة برقلس إلى أن الإلهة حملت وولدت الشمس بدون مشاركة إله ذكر، مما يعكس الأساطير المصرية عن نيت كأم لإله الشمس رع. تفسير آخر محتمل، اقترحه عالم المصريات جان أسمان، هو أن الجزء الأخير من النقش المصري يقول «لا أحد سواي»، مُعلنًا أن الإلهة الشاملة كانت فريدة من نوعها، وتمت ترجمته بشكل خاطئ إلى اليونانية على أنه «لا يوجد أحد فتح [أو: كشف] وجهي».

## إيزيس وأرتميس كطبيعة

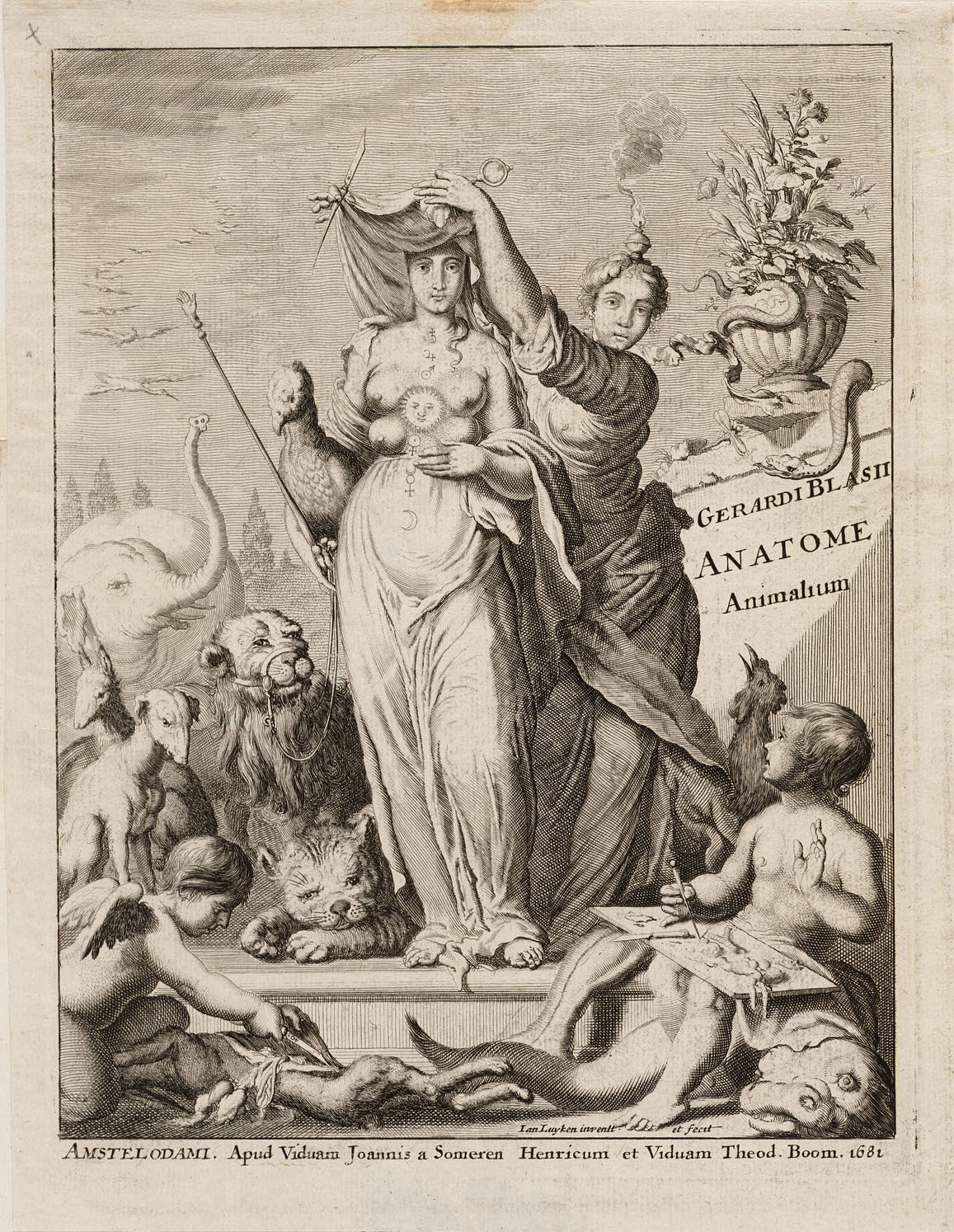
كشف العلم عن الطبيعة في مقدمة الكتاب عن Anatome Animalum ،1681

أثرت عدة مصادر أخرى على فكرة إيزيس المحجبة. كان أحدهما تقليدًا يربط إيزيس بالطبيعة والإلهة أرتميس. للفن الأوروبي تقليد طويل في تجسيد الطبيعة كشخصية أمومية. ابتداءً من القرن السادس عشر، تأثر هذا الشكل بأيقونة الإلهة افسس أرتميس (المعروفة أيضًا باسم نظيرتها الرومانية ديانا). تم تصوير أفسس أرتيميس مع نتوءات مستديرة على صدرها والتي ربما كانت في الأصل مجوهرات ولكن تم تفسيرها على أنها ثدي. تمت مقارنة إيزيس أحيانًا بأرتميس والكاتب الروماني ماكروبيوس، في القرن الرابع الميلادي، «إيزيس هي الأرض أو الطبيعة التي تقع تحت الشمس. ولهذا السبب يتأرجح جسد الإلهة بكامله مع العديد من الصدور الموضوعة بالقرب من بعضها البعض [كما في حالة أفسس أرتميس]، لأن كل الأشياء تتغذى من الأرض أو من الطبيعة». وهكذا، مثّل فناني القرن السادس عشر الطبيعة على أنها إيزيس-أرتميس ذات الثديين المتعددين.
كان التأثير الثاني تقليدًا مفاده أن الطبيعة غامضة. يعود الأمر إلى قول مأثور للفيلسوف اليوناني هرقليطس في أواخر القرن السادس أو أوائل القرن الخامس قبل الميلاد، والذي يُترجم تقليديًا على أنه «الطبيعة تحب الاختباء». جسد إدموند سبنسر ملكة الجن في تسعينيات القرن التاسع عشر الطبيعة كامرأة محجبة، على الرغم من عدم وجود صلة مباشرة بإيزيس، على الرغم من ظهور إيزيس في مكان آخر في العمل. استخدم العديد من الرسامين في القرن السابع عشر المرأة المجهولة المحجبة بنفس الطريقة. في خمسينيات القرن السادس عشر، أوضح كتاب أثانيسيوس كيرتشر Oedipus Aegyptiacus صراحة حجاب إيزيس كرمز لأسرار الطبيعة.
كانت الواجهة الأولى لكتاب غيرهارد بلاسيوس عام 1681 Anatome Animalum، التي نقشها جان لويكن، هي أول تصوير لشخصية إيزيس-أرتميس متعددة الصدور مع إزالة حجابها. إنه يُظهر تجسيدًا للعلم وهو يزيل الحجاب، كرمز للطريقة التي يكشف بها العلم أسرار الطبيعة. أعيد استخدام هذه الاستعارة في واجهات العديد من أعمال أنطوني فان ليفينهوك، ثم في الرسوم التوضيحية لأعمال علمية أخرى طوال القرن الثامن عشر. في بعض الحالات، تكون الصورة المحجبة عبارة عن تمثال يذكرنا بالتمثال الأصلي لأرتميس في أفسس، بينما في حالات أخرى تكون امرأة على قيد الحياة. تم تطوير الزخرفة أحيانًا باستخدام استعارات أخرى، بحيث، على سبيل المثال، في مقدمة الكتاب لفلسفة الطبيعة بقلم جان بابتيست كلود ديلايل دي سال، تكشف الطبيعة عن نفسها لفيلسوف وهو يطيح بالاستبداد والخرافات. وهكذا، فإن الكشف عن شخصية إيزيس قد عبر عن الأمل السائد خلال عصر التنوير، في أن تنتصر الفلسفة والعلم على اللامعقول للكشف عن أعمق حقائق الطبيعة. استمر هذا الشكل بعد عصر التنوير في القرن التاسع عشر. ومن الأمثلة على ذلك منحوتة لويس إرنست بارياس عام 1899 الطبيعة التي تكشف عن نفسها قبل العلم، حيث تم حذف الأثداء المتعددة وترتدي شخصية إيزيس جعرانًا على ثوبها يلمح إلى خلفيتها المصرية.

## إيزيس لغزا

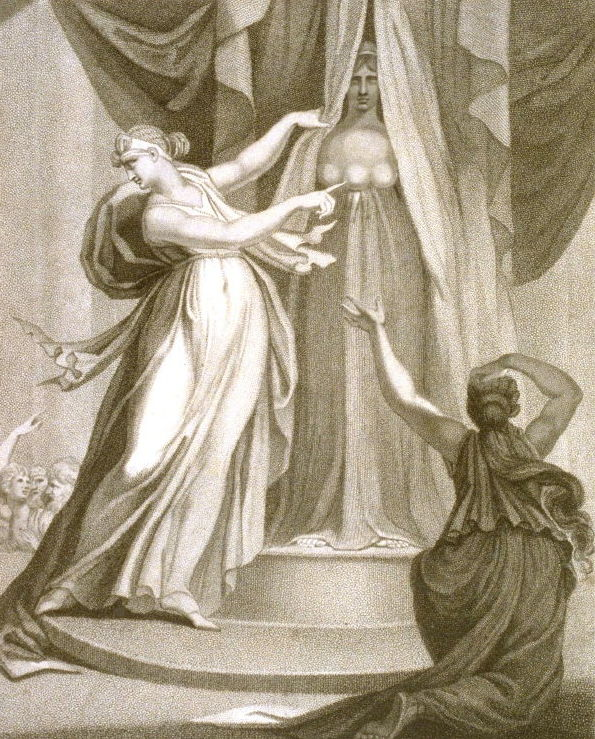
كشف النقاب عن تمثال إيزيس باعتباره تجسيدًا للطبيعة، تم تصويره على أنه لحظة الذروة لبدء إيزياك، في نقش عام 1803 بواسطة هنري فوسيلي

ظهر تفسير آخر لحجاب إيزيس في أواخر القرن الثامن عشر، بما يتماشى مع الحركة الرومانسية التي كانت تتطور في ذلك الوقت، والتي تشكل فيها الطبيعة لغزًا مذهلاً بدلاً من المعرفة المبتذلة.
تأثر هذا التفسير بمبادرات الغموض القديمة المخصصة لإيزيس والتي تم إجراؤها في العالم اليوناني الروماني. على الرغم من أن هذه الطقوس تم تطويرها في العصر الهلنستي أو الروماني، وتحت تأثير طقوس الغموض اليونانية الرومانية السابقة، افترض كل من المؤلفين الكلاسيكيين وعلماء القرن الثامن عشر أنها كانت سمات قديمة للديانة المصرية القديمة. العديد من الماسونيين، أعضاء في منظمة أخوية أوروبية بلغت شكلها الحديث في أوائل القرن الثامن عشر، تبنوا الزخارف المصرية وأصبحوا يعتقدون أن طقوسهم يمكن إرجاعها إلى أسرار إيزيس. حاول أحد الماسونيين في ثمانينيات القرن الثامن عشر، وهو كارل يونارد رينولد، التوفيق بين قصة الأصل التقليدي للماسونية، والتي تعود الماسونية إلى إسرائيل القديمة، مع حماسها للموضوعات المصرية. للقيام بذلك، فسر العبارة الأولى على التمثال في سايس، «أنا كل ما كان وسيظل،» كإعلان عن وحدة الوجود، حيث الطبيعة والألوهية متطابقة. ادعى رينهولد أن الوجه العام للدين المصري كان متعدد الآلهة، لكن الألغاز المصرية صُممت للكشف عن الحقيقة الأعمق والوجودية لنخبة المبتدئين. كما قال عبارة «أنا هو أنا» التي قالها الإله اليهودي في سفر الخروج، يعني نفس نقش سايس وأشار إلى أن اليهودية كانت من سلالة نظام المعتقدات المصرية القديمة. وتحت تأثير تفسير رينولد، جاء الماسونيون الآخرون لرؤية إيزيس المحجبة كرمز للغز غير قابل للاختراق، يمثل الحقيقة والوجود بالإضافة إلى الطبيعة، إله كان، على حد تعبير أسمان، يُنظر إليه على أنه «شاملة للغاية بحيث لا يكون لها اسم.» لا يتفق بعض الباحثين مثل يورغن أوسينغ وكلاوس كولمن مع هذا التفسير، بسبب الاختلافات بين اسم إيزيس وكلمة عرش أو بسبب انعدام الأدلة على أن العرش كان يُعتبر إلها.
ربط إيمانويل كانت موضوع حجاب إيزيس بمفهومه عن السمو، قائلاً: «ربما لم يقل أحد أي شيء أكثر سامية، أو عبر عن فكرة أكثر رقيًا، من ذلك النقش على معبد إيزيس (الطبيعة الأم).» ووفقًا لكانت، فإن الجلالة السامية أثارت الدهشة والرعب على حد سواء، وظهرت هذه المشاعر كثيرًا في أعمال مؤلفي أواخر القرن الثامن عشر وأوائل القرن التاسع عشر الذين استخدموا فكرة الحجاب. ساهمت طبيعة النشوة للطقوس الغامضة القديمة نفسها في التركيز على العواطف. فريدريك شيلر، على سبيل المثال، كتب مقالًا عن الديانة المصرية واليهودية نسخت في الغالب أعمال رينولد ولكنها ركزت بشكل جديد على التراكم العاطفي الذي أحاط بالألغاز. وقال إنها أعدت المبادرة لمواجهة قوة الطبيعة المذهلة في ذروة الطقوس. وبالمثل، فإن واجهة الكتاب لهنري فوسيلي، التي أعدت لقصيدة إراسموس داروين، معبد الطبيعة في عام 1803، تُظهِر صراحة إزاحة الستار عن تمثال إيزيس باعتباره ذروة التنشئة.
استخدم كتاب هيلينا بلافاتسكي عام 1877 إيزيس كشف النقاب، وهو أحد النصوص التأسيسية لنظام المعتقد الباطني للثيوصوفية، استعارة الحجاب كعنوان له. إيزيس ليست بارزة في الكتاب، لكن بلافاتسكي قال فيه إن الفلاسفة يحاولون رفع حجاب إيزيس، أو الطبيعة، لكنهم يرون فقط أشكالها الجسدية. وأضافت: «الروح التي بداخلها تهرب من وجهة نظرهم، والأم الإلهية ليس لديها جواب لهم»، مشيرة إلى أن الثيوصوفيا ستكشف حقائق عن الطبيعة لا يستطيع العلم والفلسفة.

## فراق الحجاب
يشير «فراق الحجاب» و«ثقب الحجاب» و«شق الحجاب» أو «رفع الحجاب»، في تقليد الغموض الغربي والسحر المعاصر، إلى فتح «حجاب» المادة، وبالتالي اكتساب الدخول إلى حالة من الوعي الروحي تنكشف فيها أسرار الطبيعة. في السحر الاحتفاليإن علامة تمزيق الحجاب هي لفتة رمزية يقوم بها الساحر بقصد خلق مثل هذا الفتح. يتم إجراؤه بدءًا من الذراعين ممدودتين للأمام واليدين مستوية ضد بعضهما البعض (إما من راحة اليد إلى الكف أو من الخلف إلى الخلف)، ثم تفرد اليدين عن بعضهما بحركة شد حتى تشير الذراعين إلى كلا الجانبين ويكون الجسم في شكل حرف T شكل. بعد اكتمال العمل، يقوم الساحر عادةً بتنفيذ إشارة إغلاق الحجاب المقابلة، والتي لها نفس الحركات في الاتجاه المعاكس.